# 福氏石脂鯉
福氏石脂鯉，為輻鰭魚綱脂鯉目脂鯉亞目脂鯉科的其中一個種，為熱帶淡水魚，分布於南美洲哥倫比亞Sinu河流域，體長可達30公分，棲息在底中層水域，生活習性不明。

## 扩展阅读
維基物種上的相關：福氏石脂鯉